# چارلی دیچفیلد
چارلی دیچفیلد (انگلیسی: Charlie Ditchfield؛ 10 July 1870 – 24 April 1947) بازیکن فوتبال بود.
از باشگاه‌هایی که در آن بازی کرده‌است می‌توان به باشگاه فوتبال منچستر سیتی اشاره کرد.